# Euphyia deltoidata
Euphyia deltoidata är en fjärilsart som beskrevs av Walker 1862. Euphyia deltoidata ingår i släktet Euphyia och familjen mätare. Inga underarter finns listade i Catalogue of Life.